# Kangru (Kiili)
Kangru is een plaats in de Estlandse gemeente Kiili, provincie Harjumaa. De plaats heeft de status van groter dorp of vlek (Estisch: alevik).

## Bevolking
Het dorp had 801 inwoners op 31 december 2011 en 759 inwoners op 31 december 2021.

## Geschiedenis
Kangru was oorspronkelijk een onderdeel van een groter dorp, Raudalu. In 1958 ging het grootste deel van dat dorp naar Tallinn, waar het de wijk Raudalu werd. In 1977 werd het zuidelijke deel van het dorp, dat niet naar Tallinn was gegaan, bij Luige gevoegd. In 1997 werd Zuid-Raudalu weer verzelfstandigd, nu onder de naam Kangru, naar een boerderij die vroeger in het gebied lag.
In 2000 leefden er nog 41 mensen in het dorp Kangru. Daarna begon het dorp te groeien. In 2008 kreeg het de status van vlek (alevik).